# Hildegard Stücklen
Hildegard Alice Elisabeth Stücklen (* 3. Mai 1891 in Berlin; † 16. Dezember 1963 in Göttingen) war eine deutschamerikanische Physikerin, die sich mit Spektroskopie befasste.

## Leben
Stücklen, die Tochter des Fabrikbesitzers Hermann Stücklen, war Assistentin von Eduard Riecke und wurde 1919 an der Georg-August-Universität Göttingen bei Robert Wichard Pohl mit dem Thema Zur Frage nach der scheinbaren Gestalt des Himmelsgewölbes, promoviert. Danach ging sie nach Zürich, unterbrochen von einem Jahr in Delft (1921). 1931 habilitierte sie sich an der Universität Zürich, war dort Privatdozentin und ging 1934 in die USA. Dort wurde sie Assistant Professor am Mount Holyoke College, einem Frauen-College in South Hadley, Massachusetts, war ein Jahr am Caltech und ab 1943 Associate Professor am Sweet Briar College in Virginia. 1956 ging sie in den Ruhestand, verlängerte aber noch einmal vier Jahre als Chairman der Physikfakultät des Wilson College in Chambersburg (Pennsylvania). In den USA arbeitete sie mit Hertha Sponer.

## Schriften
- Unselbständige Entladung zwischen kalten Elektroden, Ionisation durch glühende Körper, Flammenleitfähigkeit, Handbuch der Physik, 1927.
- Gemeinsam mit Emma P. Carr, Lucy W. Pickett: The Absorption Spectra of a Series of Dienes, Rev. Mod. Phys. 14, 1942, S. 260.
- Gemeinsam mit Herta Sponer: The Near Ultraviolet Absorption of Pyridine Vapor, J. Chem. Phys., Nr. 14, 1946, S. 101–112.